# USS Downes (DD-375)
DD 375 Downes (Корабль Соединённых Штатов «Даунс») — американский эсминец типа «Мэхэн».
Заложен на верфи Norfolk Navy Yard 15 августа 1934 года. Спущен 22 апреля 1936 года, вступил в строй 15 января 1937 года.
7 декабря 1941 года был почти уничтожен японской авиацией в сухом доке Пёрл-Харбор. Оборудование спасено и передано на Mare Island, где с 1942 по 1943 год был полностью перестроен в новом корпусе.
Выведен в резерв 17 декабря 1945 года. Из состава ВМС США исключён 28 января 1947 года.
Продан 18 ноября 1947 года и разобран на слом.